# Dallos Bogi

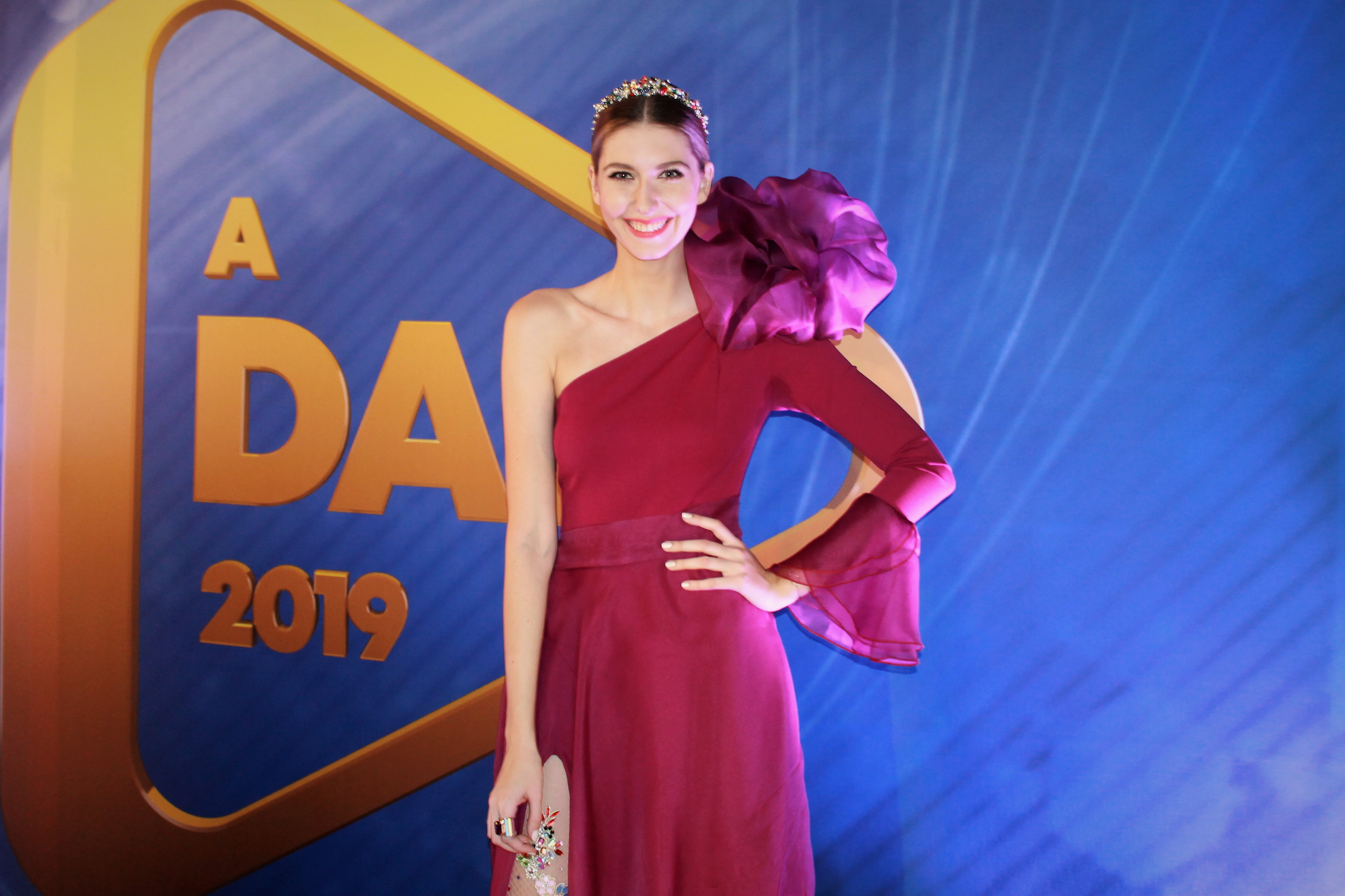
Dallos Bogi A Dal 2019 második elődöntője után az MTVA székházában

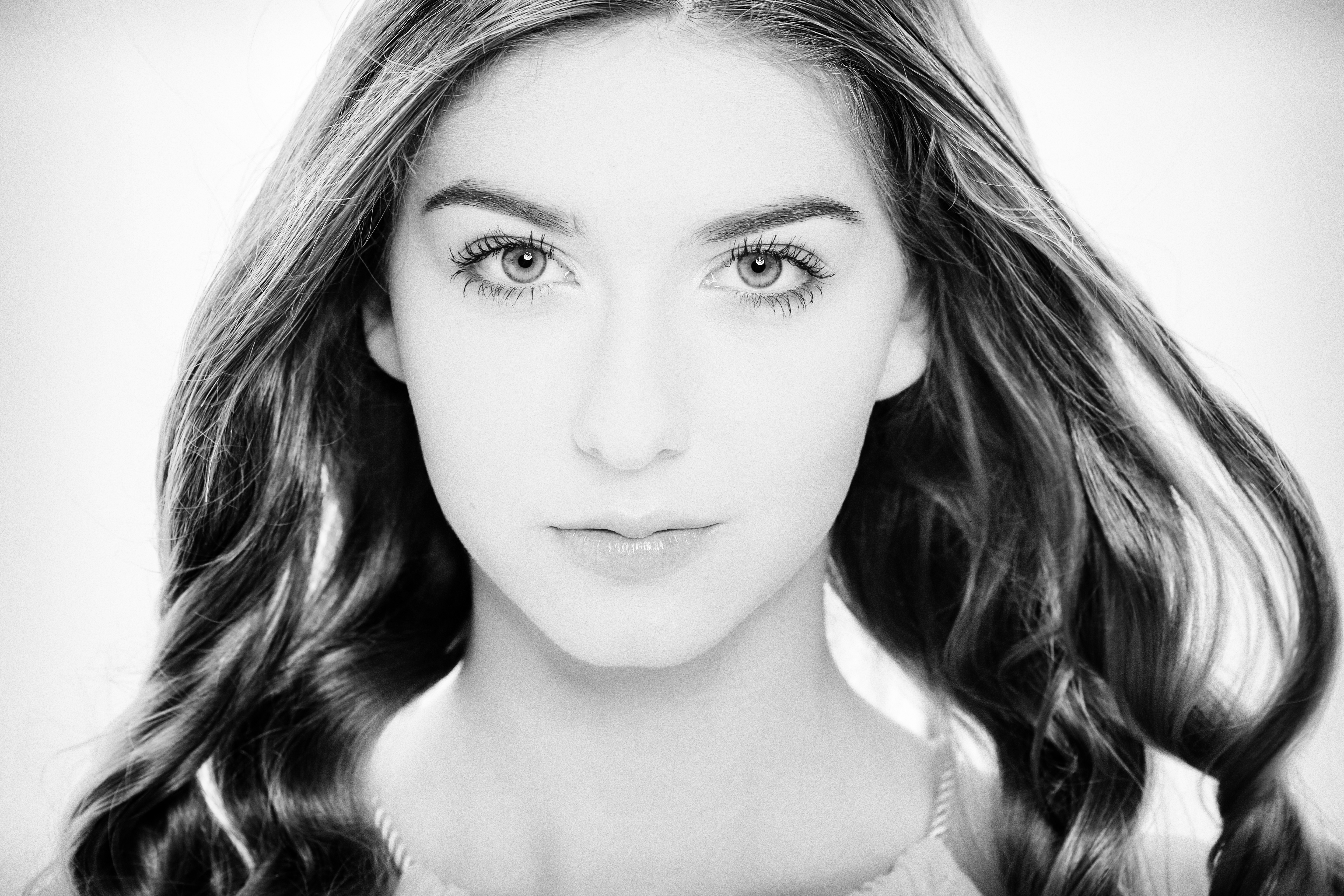
Rádi Péter portréja a Végzet klipjének forgatásakor

Puskás-Dallos Boglárka (született: Nyers Boglárka) (Győr, 1997. április 2. –) Fonogram díjas magyar énekesnő, az M2 Petőfi TV és a 2019-es Eurovíziós Dalfesztivál magyarországi előválogatójának műsorvezetője. 2019-ben az X-Faktor egyik mentora volt.

## Pályafutása
Mesehős című dala 2012-ben debütált a VIVA-n.
2013. január 10-én a Magyar Televízió beválasztotta Tükörkép című számát a 2013-as Eurovíziós Dalfesztivál magyarországi előválogatójába.
A 2014-es Eurovíziós Dalfesztivál magyarországi előválogatójába egy modern popszámmal készült, Tóth G. Zoltán We All című szerzeményével, mely bejutott előbb a 2014-es Eurovíziós Dalfesztivál magyar nemzeti válogató legjobb harminc dala közé, majd a show-műsor döntőjébe, ahol a második helyen végzett. De a dal megszerezte a MAHASZ lista első helyét is. Több DJ készített remixet, a Compact Disco alapítójának, Lotfi Begi verziójához koncertvideó is készült. A Viva Chart listáján is megszerezte az első helyet, és megkapta az Arany Triangulum díjat. A VIVA Comet 2014 díjátadóján a New Level Empire, live act formációval lépett színpadra és neve a jelöltek között is szerepelt. Sőt, a Women’s EHF FINAL4, az első női kézilabda Bajnokok Ligája négyes döntőjének hivatalos dala lett a We all, amit az esemény megnyitóján több ezer embernek énekelt el a Papp László Budapest Sportarénában. Szintén ezzel a dallal, a nemzetközi Bravo Otto 2014-es díjára két kategóriában is jelölték, ahol a díjátadón megkapta a WestEnd City Center különdíját. A We all egy különleges kísérettel, a Bolyki Gospel kórussal hangzott el. 2014. október 27-én pedig James Blunt saját kívánságára Bogi vezette föl előénekesként Európa-turnéjának magyarországi koncertjét az Arénában.
Még szintén abban az évben Dobrády Ákos – aki szintén győri – felkérte, hogy közösen énekeljék el a Szerelemre hangolva című dalt. Az 2014-es Fonogram díj átadásán megnyerte Az év felfedezettje díját. 2014 júniusában készült el videóklipje Feels So Right című új dalához.
2014. december 8-án jelent meg a World of Violence című kislemeze, mellyel – immáron harmadszorra – bejutott az Eurovíziós Dalfesztivál válogatójának mezőnyébe, ahol a középdöntőig jutott.
2016 novemberében jelent meg Már nem zavar című dala, amelyben zeneszerző is, szövegét Byealex jegyzi.

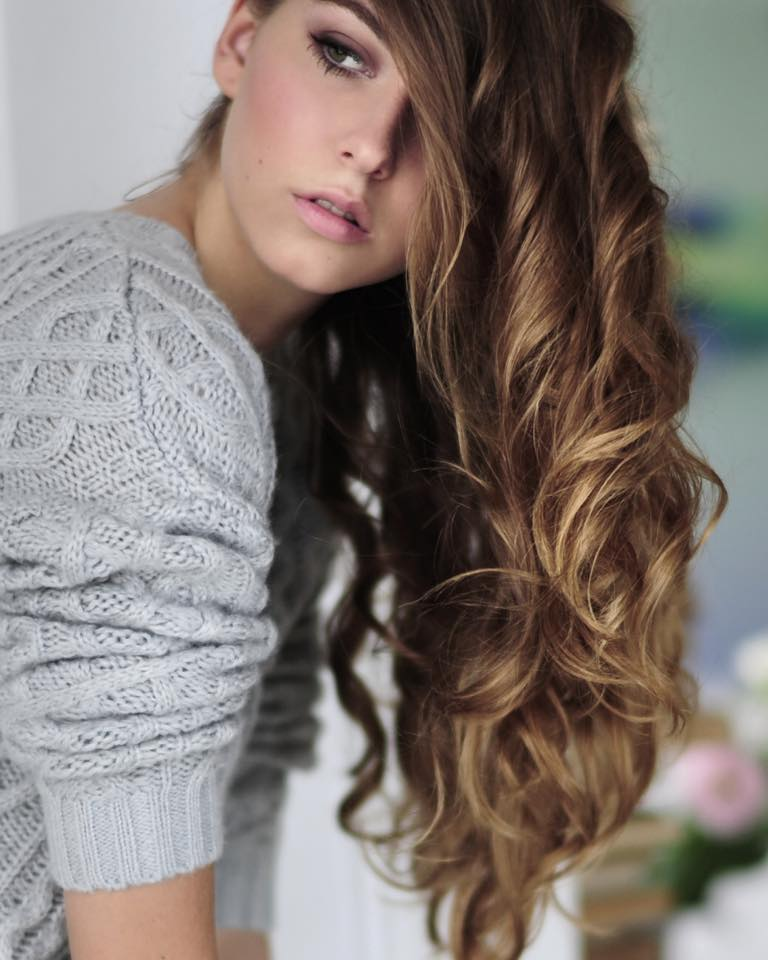
Kovács Szilvia portréja 2014-ben a World of Vlolence című kislemezhez

Az M5 csatornán követhető Mesterember című műsora után 2017-ben elindítja Youtube csatornáján a 7kornálam című videósorozatát, melyben ismert személyekkel beszélget. Első vendégei között olyan emberek szerepelnek, mint Istenes Bence, ByeAlex, vagy Lábas Viki a Margaret Island énekese. A sorozat később az M2 Petőfi TV-n is adásba került, ahol az Én vagyok itt! című magazinműsor egyik műsorvezetője lett.
2019-ben Freddie-vel közösen az Eurovíziós Dalfesztivál magyarországi előválogatójának volt a műsorvezetője.
2019-ben az X-Faktor mentora volt.

## Magánélete
2021. augusztus 27-én összeházasodott Puskás Péter színész-énekessel, egyúttal Puskás-Dallos formában felvették egymás neveit is, 2023 szeptemberében pedig megszületett a kisfiuk, Puskás-Dallos Ábel.

## Díjak és jelölések
- Europop fesztivál – 2. helyezett (2011)[12]
- Fonogram díj – Az év felfedezettje (2014)[13]
- Bravo Otto: WestEnd Különdíj (2014)[14]
- VIVA Comet Award: Legjobb Új Előadó (2014) – Jelölés[15]
- Bravo Otto: Az Év Dala / We All (2014) – Jelölés[16]
- Bravo Otto: Legjobb Női Előadó (2014) – Jelölés[16]
- Glamour Women of The Year: Az Év Énekesnője (2016) – Jelölés[17]

## Diszkográfia

### Nagylemezek
- Épp most (2017)

### Kislemezek
| Év   | Dal                            | Legmagasabb helyezés | Legmagasabb helyezés | Legmagasabb helyezés   | Legmagasabb helyezés | Legmagasabb helyezés         | Legmagasabb helyezés | Album                  |
| Év   | Dal                            | VIVA Chart           | MAHASZ Rádiós Top 40 | MAHASZ Editors' Choice | MAHASZ Dance Top 40  | MAHASZ Single (track) Top 40 | MAHASZ Stream Top 40 | Album                  |
| ---- | ------------------------------ | -------------------- | -------------------- | ---------------------- | -------------------- | ---------------------------- | -------------------- | ---------------------- |
| 2012 | "Mesehős"                      | —                    | —                    | —                      | —                    | —                            | —                    | Nem jelent meg albumon |
| 2013 | "Tükörkép"                     | —                    | —                    | —                      | —                    | —                            | —                    | Nem jelent meg albumon |
| 2013 | "Végzet"                       | —                    | —                    | —                      | —                    | —                            | —                    | Nem jelent meg albumon |
| 2013 | "We All"                       | 1                    | 1                    | 4                      | 4                    | 2                            | 3                    | Nem jelent meg albumon |
| 2014 | "Feels So Right"               | —                    | —                    | —                      | 27                   | 22                           | 12                   | Nem jelent meg albumon |
| 2014 | "World of Violence"            | —                    | —                    | —                      | —                    | —                            | —                    | Nem jelent meg albumon |
| 2015 | "Körút" (Bogi & The Berry)     | —                    | 2                    | 21                     | —                    | 38                           | —                    | Nem jelent meg albumon |
| 2015 | "13-as ház" (Bogi & The Berry) | —                    | —                    | —                      | —                    | —                            | —                    | Nem jelent meg albumon |